# Skwala asiatica
Skwala asiatica är en bäcksländeart som beskrevs av Zhiltzova 1972. Skwala asiatica ingår i släktet Skwala och familjen rovbäcksländor. Inga underarter finns listade i Catalogue of Life.